# Metallicas diskografi
Metallica er et amerikansk heavy metal-band, som blev dannet i 1981 af James Hetfield (vokal, rytmeguitar) og Lars Ulrich (Trommer). Efter flere udskiftninger af guitarister og bassister faldt valget på Kirk Hammett og Cliff Burton. Metallica begyndte at optræde til en masse lokale shows, og udgav deres meget kendte demo No Life 'til Leather i 1982, sammen med en række andre demoer. Disse fangede Megaforce Records' stifter Johny Zazulas opmærksomhed, som valgte at skrive pladekontrakt med dem. Bandet udgav Kill 'Em All i 1983 og det følgende år udgav de Ride the Lightning. Efter udgivelsen forlod Metallica Megaforce, og skrev kontrakt med Elektra Records. I marts 1986, udgav gruppen det tredje studiealbum, Master of Puppets, som var det første Metallica-album til at blive certificeret guld af Recording Industry Association of America (RIAA). Under turnéen til promoveringen af albummet blev Burton dræbt i en busulykke. Afløseren blev Jason Newsted, hvis debut med bandet var på coversang-epen The $5.98 E.P.: Garage Days Re-Revisited. ...And Justice for All blev udgivet i august 1988, og nåede plads nummer seks på Billboard 200.
Metallicas femte album blev udgivet i 1991, og endte som nummer et på Billboard 200.
Bandet tog derved på en to års lang turné for at promovere albummet, som til dato har fået tildelt 15 gange platin af RIAA. Metallica skrev nok materiale til et dobbeltalbum, men valgte at udgive det på to separate plader, navngivet Load og ReLoad. Efter udgivelsen af et coveralbum og et livealbum forlod Newsted bandet, og sluttede sig senere til Voivod. Metallica indspillede St. Anger uden en officiel bassist. Robert Trujillo blev gruppens nye bassist i 2003. I 2008 udgav bandet deres niende studiealbum Death Magnetic, som blev produceret af Rick Rubin. I april 2009 blev hele Metallicas katalog udgivet på iTunes Store som The Metallica Collection. Metallica har solgt mere end 100 millioner eksemplarer verden over, med over 58 millioner albums alene solgt i USA.
I et interview med Italiens Rock TV i 2009 udtalte Ulrich, at det næste Metallica album også ville blive produceret af Rick Rubin. De har dog stadig ingen indspilningsplaner til efter Death Magnetic-turnéen, som slutter i august 2010.

## Studiealbums
| År                                                               | Albumdetaljer | Hitlisteplacering | Hitlisteplacering | Hitlisteplacering | Hitlisteplacering | Hitlisteplacering | Hitlisteplacering | Hitlisteplacering | Hitlisteplacering | Hitlisteplacering | Hitlisteplacering | Hitlisteplacering | Hitlisteplacering | Hitlisteplacering | Hitlisteplacering | Certificeringer                                                                         |
| År                                                               | Albumdetaljer | US                | UK                | JPN               | AUS               | SWI               | AUT               | NLD               | DEN               | SWE               | FIN               | NOR               | CAN               | GER               | NZ                | Certificeringer                                                                         |
| ---------------------------------------------------------------- | --- | ----------------- | ----------------- | ----------------- | ----------------- | ----------------- | ----------------- | ----------------- | ----------------- | ----------------- | ----------------- | ----------------- | ----------------- | ----------------- | ----------------- | --------------------------------------------------------------------------------------- |
| 1983                                                             | Kill 'Em All - Udgivet: 29. juli, 1983 - Pladeselskab: Megaforce (MRI 069) - Format: CD, Bånd, LP                                | 120               | —                 | 246               | 55                | —                 | 129               | —                 | —                 | 28                | 12                | —                 | —                 | —                 | —                 | US: 3× Platin CAN: 2× Platin UK: Platin ARG: Platin                                     |
| 1984                                                             | Ride the Lightning - Udgivet: 27. juli, 1984 - Pladeselskab: Megaforce (MEG #60396-4) - Format: CD, bånd, LP                     | 100               | 87                | 240               | 38                | —                 | 126               | —                 | —                 | 22                | 9                 | 40                | —                 | —                 | —                 | US: 5× Platin CAN: 2× Platin UK: Guld ARG: Platin                                       |
| 1986                                                             | Master of Puppets - Udgivet: 3. marts, 1986 - Pladeselskab: Elektra (ELK #60439-1) - Format: CD, Bånd, LP                        | 29                | 41                | 221               | 33                | 18                | 111               | —                 | —                 | 14                | 7                 | 34                | 54                | 31                | —                 | US: 6× Platin CAN: 4× Platin UK: 2× Platin ARG: 2× Platin                               |
| 1988                                                             | ...And Justice for All - Udgivet: 25. august, 1988 - Pladeselskab: Elektra (ELK #60812-4) - Format: CD, Bånd, LP                 | 6                 | 4                 | 11                | 16                | 7                 | 12                | 39                | —                 | 5                 | 8                 | 8                 | 13                | 5                 | 44                | US: 8× Platin CAN: 5× Platin UK: Guld GER: Guld ARG: 2× Platin                          |
| 1991                                                             | Metallica - Udgivet: 12. august, 1991 - Pladeselskab: Elektra (ELK #61113-1) - Format: CD, Bånd, LP, DVD-A                       | 1                 | 1                 | 3                 | 1                 | 1                 | 5                 | 1                 | 3                 | 1                 | 4                 | 1                 | 1                 | 1                 | 1                 | US: 15× Platin AUS: 11× Platin CAN: 11× Platin UK: Platin GER: Platin ARG: 9× Platin    |
| 1996                                                             | Load - Udgivet: 4. juni, 1996 - Pladeselskab: Elektra (ELK #61923) - Format: CD, Bånd, LP                                        | 1                 | 1                 | 3                 | 1                 | 1                 | 1                 | 9                 | 1                 | 1                 | 1                 | 1                 | 1                 | 1                 | 1                 | US: 5× Platin BRA: Guld CAN: 4× Platin UK: Guld GER: Platin ARG: Platin                 |
| 1997                                                             | ReLoad - Udgivet: 18. november, 1997 - Pladeselskab: Elektra (ELK #62126) - Format: CD, Bånd, LP                                 | 1                 | 4                 | 11                | 2                 | 1                 | 1                 | 1                 | 1                 | 1                 | 1                 | 1                 | 3                 | 1                 | 1                 | US: 3× Platin AUS: 2× Platin CAN: 2× Platin UK: Guld GER: Platin ARG: Platin            |
| 2003                                                             | St. Anger - Udgivet: 5. juni, 2003 - Pladeselskab: Elektra (ELK #62853) - Format: CD, Bånd, LP                                   | 1                 | 3                 | 1                 | 1                 | 2                 | 1                 | 2                 | 1                 | 1                 | 1                 | 1                 | 1                 | 1                 | 1                 | US: 2× Platin AUS: 2× Platin BRA: Guld CAN: 2× Platin UK: Guld GER: 2× Platin ARG: Guld |
| 2008                                                             | Death Magnetic - Udgivet: 12. september, 2008 - Pladeselskab: Warner Bros. (WB #508732) - Format: CD, Bånd, LP, digital download | 1                 | 1                 | 3                 | 1                 | 1                 | 1                 | 1                 | 1                 | 1                 | 1                 | 1                 | 1                 | 1                 | 1                 | US: Platin AUS: 2× Platin CAN: 4× Platin UK: Guld GER: 2× Platin ARG: Platin            |
| "—" betegner albums der blev udgivet, men ikke kom på hitlisten. | |                   |                   |                   |                   |                   |                   |                   |                   |                   |                   |                   |                   |                   |                   |                                                                                         |

## Livealbums
| 1993                                                             | Live Shit: Binge & Purge - Udgivet: 23. november, 1993 - Pladeselskab: Elektra (ELK #61594) - Format: CD, DVD, VHS                                            | 26 | —  | 18 | — | — | — | — | — | 149 | 81 | 32 | 68 | US: 15× Platin (som video, ikke et album) |
| 1999                                                             | S&M - Udgivet: 23. november, 1999 - Pladeselskab: Elektra (ELK #62463) - Format: CD, DVD                                                                      | 2  | 33 | 1  | 3 | 7 | 2 | 1 | 3 | 1   | 2  | 1  | 1  | US: 5× Platin AUS: 6x Platin GER: Platin  |
| 2009                                                             | Orgullo, Pasión y Gloria: Tres Noches en la Ciudad de México - Udgivet: 30. november, 2009 - Pladeselskab: Universal Music Records - Format: CD, DVD, Blu-Ray | —  | —  | —  | — | — | — | — | — | -   | -  | -  | -  |                                           |
| "—" betegner albums der blev udgivet, men ikke kom på hitlisten. | |    |    |    |   |   |   |   |   |     |    |    |    |                                           |

## Coveralbums
| År   | Albumdetaljer                                                                                   | Hitlisteplacering | Hitlisteplacering | Hitlisteplacering | Hitlisteplacering | Hitlisteplacering | Hitlisteplacering | Hitlisteplacering | Hitlisteplacering | Hitlisteplacering | Hitlisteplacering | Hitlisteplacering | Hitlisteplacering | Certificeringer |
| År   | Albumdetaljer                                                                                   | US                | UK                | AUS               | NZ                | AUT               | BEL               | FIN               | FRA               | SWI               | SWE               | NLD               | NOR               | Certificeringer |
| ---- | ----------------------------------------------------------------------------------------------- | ----------------- | ----------------- | ----------------- | ----------------- | ----------------- | ----------------- | ----------------- | ----------------- | ----------------- | ----------------- | ----------------- | ----------------- | --------------- |
| 1998 | Garage Inc. - Udgivet: 24. november, 1998 - Pladeselskab: Elektra (ELK #62299) - Format: CD, LP | 2                 | 29                | 2                 | 3                 | 3                 | 9                 | 1                 | 9                 | 10                | 1                 | 8                 | 1                 | US: 5× Platin   |

## Bokssæt
| År   | Albumdetaljer                                                         |
| ---- | --------------------------------------------------------------------- |
| 2009 | The Metallica Collection - Udgivet: 14. april, 2009 - Format: Digital |

## Ep'er
| 1987                                                             | Garage Days Re-Revisited - Udgivet: 21. august, 1987 - Pladeselskab: Elektra (ELK #48838) - Format: CD, LP, kassette | 27 | —  | —  | US: Platin CAN: Guld | Garage Days Re-Revisited er også kendt som The $5.98 EP og The $9.98 CD. Epen kan findes på den anden Garage Inc. cd. |
| 2004                                                             | Some Kind of Monster - Udgivet: 13. juli, 2004 - Pladeselskab: Elektra (ELK #48838) - Format: CD                     | 37 | 40 | 71 |                      | |
| 2007                                                             | Live from Live Earth - Udgivet: 8. juli, 2007 - Format: digital                                                      | —  | —  | —  |                      | |
| "—" betegner albums der blev udgivet, men ikke kom på hitlisten. | |    |    |    |                      | |

## Singler
| År                                                              | Sange                       | Hitlisteplacering | Hitlisteplacering | Hitlisteplacering | Hitlisteplacering | Hitlisteplacering | Hitlisteplacering | Hitlisteplacering | Hitlisteplacering | Hitlisteplacering | Hitlisteplacering | Hitlisteplacering | Hitlisteplacering | Hitlisteplacering | Hitlisteplacering | Hitlisteplacering | Hitlisteplacering | RIAA cert. | Album                       |
| År                                                              | Sange                       | US                | US Main.          | US Mod.           | UK                | AUS               | FRA               | CAN               | SWE               | FIN               | DEN               | NOR               | GER               | AUT               | SWI               | NLD               | NZ                | RIAA cert. | Album                       |
| --------------------------------------------------------------- | --------------------------- | ----------------- | ----------------- | ----------------- | ----------------- | ----------------- | ----------------- | ----------------- | ----------------- | ----------------- | ----------------- | ----------------- | ----------------- | ----------------- | ----------------- | ----------------- | ----------------- | ---------- | --------------------------- |
| 1983                                                            | "Whiplash"                  | —                 | —                 | —                 | —                 | —                 | —                 | —                 | —                 | —                 | —                 | —                 | —                 | —                 | —                 | —                 | —                 |            | Kill 'Em All                |
| 1983                                                            | "Jump in the Fire"          | —                 | —                 | —                 | —                 | —                 | —                 | —                 | —                 | —                 | —                 | —                 | —                 | —                 | —                 | —                 | 30                |            | Kill 'Em All                |
| 1984                                                            | "Fade to Black"             | —                 | —                 | —                 | —                 | —                 | —                 | —                 | —                 | —                 | —                 | —                 | —                 | —                 | 100               | —                 | —                 |            | Ride the Lightning          |
| 1984                                                            | "Creeping Death"            | —                 | —                 | —                 | —                 | —                 | —                 | —                 | —                 | —                 | —                 | —                 | —                 | —                 | —                 | —                 | —                 |            | Ride the Lightning          |
| 1985                                                            | "For Whom the Bell Tolls"   | —                 | —                 | —                 | —                 | —                 | —                 | —                 | —                 | —                 | —                 | —                 | —                 | —                 | —                 | —                 | —                 |            | Ride the Lightning          |
| 1986                                                            | "Master of Puppets"         | —                 | —                 | —                 | —                 | —                 | —                 | —                 | —                 | —                 | —                 | —                 | —                 | —                 | —                 | —                 | —                 |            | Master of Puppets           |
| 1986                                                            | "Battery"                   | —                 | —                 | —                 | —                 | —                 | —                 | —                 | —                 | —                 | —                 | —                 | —                 | —                 | —                 | —                 | —                 |            | Master of Puppets           |
| 1986                                                            | "Welcome Home (Sanitarium)" | —                 | —                 | —                 | —                 | —                 | —                 | —                 | —                 | —                 | —                 | —                 | —                 | —                 | —                 | —                 | —                 |            | Master of Puppets           |
| 1988                                                            | "Eye of the Beholder"       | —                 | —                 | —                 | —                 | —                 | —                 | —                 | —                 | —                 | —                 | —                 | —                 | —                 | —                 | —                 | —                 |            | ...And Justice for All      |
| 1988                                                            | "...And Justice for All"    | —                 | —                 | —                 | —                 | —                 | —                 | —                 | —                 | —                 | —                 | —                 | —                 | —                 | —                 | —                 | —                 |            | ...And Justice for All      |
| 1988                                                            | "Harvester of Sorrow"       | —                 | —                 | —                 | 20                | —                 | —                 | —                 | —                 | —                 | —                 | —                 | —                 | —                 | —                 | —                 | 30                |            | ...And Justice for All      |
| 1989                                                            | "One"                       | 35                | 46                | —                 | 13                | 38                | —                 | —                 | 3                 | —                 | —                 | —                 | 31                | —                 | 22                | 3                 | 13                | Guld       | ...And Justice for All      |
| 1991                                                            | "Enter Sandman"             | 16                | 10                | —                 | 5                 | 10                | —                 | 17                | 14                | —                 | —                 | 2                 | 9                 | —                 | 11                | 10                | 8                 | Platin     | Metallica                   |
| 1991                                                            | "The Unforgiven"            | 35                | 10                | —                 | 15                | 10                | 28                | —                 | 32                | —                 | —                 | —                 | 47                | —                 | —                 | 25                | 24                |            | Metallica                   |
| 1992                                                            | "Nothing Else Matters"      | 34                | 11                | —                 | 6                 | 8                 | —                 | 41                | 12                | 14                | 23                | —                 | 2                 | 6                 | 5                 | 4                 | 11                |            | Metallica                   |
| 1992                                                            | "Wherever I May Roam"       | 82                | 25                | —                 | 25                | 14                | 10                | —                 | 28                | —                 | 26                | 3                 | 30                | —                 | —                 | 22                | 8                 |            | Metallica                   |
| 1992                                                            | "Sad but True"              | 98                | 15                | —                 | 20                | 48                | —                 | —                 | 31                | —                 | —                 | 5                 | 42                | —                 | —                 | 10                | 42                |            | Metallica                   |
| 1996                                                            | "Until It Sleeps"           | 10                | 1                 | 27                | 5                 | 1                 | —                 | 5                 | 1                 | 1                 | —                 | 2                 | 15                | 12                | 22                | 5                 | 11                | Guld       | Load                        |
| 1996                                                            | "Ain't My Bitch"            | —                 | 15                | —                 | —                 | —                 | —                 | —                 | —                 | —                 | —                 | —                 | —                 | —                 | —                 | —                 | —                 |            | Load                        |
| 1996                                                            | "Hero of the Day"           | 60                | 1                 | —                 | 17                | 2                 | —                 | —                 | 10                | 3                 | —                 | 8                 | 39                | 29                | —                 | 25                | 21                |            | Load                        |
| 1996                                                            | "Mama Said"                 | —                 | —                 | —                 | 19                | 24                | —                 | —                 | 24                | 4                 | —                 | 14                | —                 | —                 | —                 | 58                | —                 |            | Load                        |
| 1997                                                            | "King Nothing"              | 90                | 6                 | —                 | —                 | —                 | —                 | 67                | —                 | —                 | —                 | —                 | —                 | —                 | —                 | —                 | —                 |            | Load                        |
| 1997                                                            | "Bleeding Me"               | —                 | 6                 | —                 | —                 | —                 | —                 | —                 | —                 | —                 | —                 | —                 | —                 | —                 | —                 | —                 | —                 |            | Load                        |
| 1997                                                            | "The Memory Remains"        | 28                | 3                 | —                 | 13                | 6                 | —                 | —                 | 4                 | 1                 | —                 | 3                 | 20                | 20                | 30                | 15                | 23                |            | ReLoad                      |
| 1998                                                            | "The Unforgiven II"         | 59                | 2                 | —                 | 15                | 9                 | 89                | —                 | 8                 | 1                 | —                 | 8                 | 23                | 18                | —                 | 16                | 22                |            | ReLoad                      |
| 1998                                                            | "Fuel"                      | —                 | 6                 | —                 | 31                | 2                 | —                 | —                 | 49                | 5                 | —                 | —                 | 57                | —                 | —                 | 53                | 35                |            | ReLoad                      |
| 1998                                                            | "Better than You"           | —                 | 7                 | —                 | —                 | —                 | —                 | —                 | —                 | —                 | —                 | —                 | —                 | —                 | —                 | —                 | —                 |            | ReLoad                      |
| 1998                                                            | "Turn the Page"             | 102               | 1                 | 39                | —                 | 11                | —                 | 83                | 13                | 7                 | —                 | 11                | 23                | 19                | —                 | 42                | 22                |            | Garage Inc.                 |
| 1999                                                            | "Whiskey in the Jar"        | 124               | 4                 | —                 | 29                | 14                | —                 | —                 | 15                | 16                | —                 | 4                 | 23                | 30                | 55                | 47                | 41                |            | Garage Inc.                 |
| 1999                                                            | "Die, Die My Darling"       | —                 | 26                | —                 | —                 | 82                | —                 | —                 | —                 | —                 | —                 | —                 | —                 | —                 | —                 | —                 | —                 |            | Garage Inc.                 |
| 1999                                                            | "No Leaf Clover"            | 74                | 1                 | 18                | —                 | 41                | —                 | —                 | 50                | —                 | —                 | 9                 | 40                | —                 | 99                | —                 | —                 |            | S&M                         |
| 2000                                                            | "I Disappear"               | 76                | 1                 | 11                | 35                | 20                | 45                | —                 | 25                | 2                 | —                 | 8                 | 14                | 25                | 20                | 36                | —                 |            | Mission: Impossible II      |
| 2003                                                            | "St. Anger"                 | 107               | 2                 | 17                | 9                 | 15                | —                 | 24                | 9                 | 5                 | 4                 | 6                 | 15                | 17                | 28                | 12                | 38                |            | St. Anger                   |
| 2003                                                            | "Frantic"                   | —                 | 21                | —                 | 16                | 22                | 59                | —                 | 13                | 4                 | 6                 | 5                 | 21                | 30                | 57                | 22                | 23                |            | St. Anger                   |
| 2004                                                            | "The Unnamed Feeling"       | —                 | 28                | —                 | 42                | 23                | 60                | —                 | 37                | 2                 | 3                 | 10                | 24                | 42                | 47                | 20                | —                 |            | St. Anger                   |
| 2004                                                            | "Some Kind of Monster"      | —                 | 19                | —                 | —                 | —                 | —                 | —                 | —                 | 5                 | —                 | —                 | —                 | —                 | —                 | —                 | —                 |            | St. Anger                   |
| 2007                                                            | "Ecstasy of Gold"           | —                 | 21                | —                 | —                 | —                 | —                 | —                 | —                 | —                 | —                 | —                 | —                 | —                 | —                 | —                 | —                 |            | We All Love Ennio Morricone |
| 2008                                                            | "The Day That Never Comes"  | 31                | 1                 | 5                 | 19                | 18                | —                 | 9                 | 3                 | 1                 | 3                 | 1                 | —                 | 25                | 32                | 20                | 14                |            | Death Magnetic              |
| 2008                                                            | "My Apocalypse"             | 67                | 38                | —                 | 51                | 38                | —                 | 28                | 15                | 3                 | 15                | 9                 | —                 | 56                | —                 | 33                | —                 |            | Death Magnetic              |
| 2008                                                            | "Cyanide"                   | 50                | 1                 | 19                | 48                | 48                | —                 | 19                | 14                | 4                 | 23                | 15                | —                 | —                 | —                 | —                 | —                 |            | Death Magnetic              |
| 2008                                                            | "The Judas Kiss"            | 112               | —                 | —                 | 79                | —                 | —                 | 71                | 44                | 20                | —                 | 13                | —                 | —                 | —                 | —                 | —                 |            | Death Magnetic              |
| 2008                                                            | "All Nightmare Long"        | —                 | 9                 | —                 | —                 | 90                | 55                | —                 | 44                | 11                | —                 | —                 | 15                | 51                | —                 | 7                 | —                 |            | Death Magnetic              |
| 2009                                                            | "Broken, Beat & Scarred"    | —                 | 15                | —                 | —                 | 75                | 36                | —                 | —                 | 4                 | —                 | —                 | 35                | 74                | —                 | 25                | —                 |            | Death Magnetic              |
| "—" betegner sange der blev udgivet, men ikke kom på hitlisten. |                             |                   |                   |                   |                   |                   |                   |                   |                   |                   |                   |                   |                   |                   |                   |                   |                   |            |                             |

### Andre sange
| 1991                                                                                               | "Don't Tread on Me"       | —   | 21 | —  | —  | —  | —   | Metallica                               |
| 2008                                                                                               | "Remember Tomorrow"       | —   | 32 | —  | —  | —  | —   | Maiden Heaven: A Tribute to Iron Maiden |
| 2008                                                                                               | "The Unforgiven III"      | 114 | —  | 41 | 89 | 9  | 120 | Death Magnetic                          |
| 2008                                                                                               | "That Was Just Your Life" | —   | —  | —  | —  | 16 | —   | Death Magnetic                          |
| "—" betegner sange der blev udgivet, men ikke kom på hitlisten eller ikke blev udgivet i det land. |                           |     |    |    |    |    |     |                                         |

## Demoer
| År   | Titel                          |
| ---- | ------------------------------ |
| 1982 | Ron McGovney's '82 Garage demo |
| 1982 | Power metal                    |
| 1982 | No Life 'til Leather           |
| 1982 | Metal up Your Ass (Live)       |
| 1983 | Horsemen of the Apocalypse     |
| 1983 | Megaforce demo                 |
| 1983 | Ride the Lightning demo        |
| 1985 | Master of Puppets demo         |
| 1988 | ...And Justice for All demo    |
| 2007 | Demo Magnetic                  |

## Videoalbums
| 1987                                                             | Cliff 'Em All - Udgivet: 4. december, 1987 - Pladeselskab: Elektra (ELK #40106) - Format: VHS, DVD                                                            | 20 | US: 4× Platin      |
| 1989                                                             | 2 of One - Udgivet: 20. juni, 1989 - Pladeselskab: Elektra (ELK #60812) - Format: VHS                                                                         | 31 | US: Platin         |
| 1992                                                             | A Year and a Half in the Life of Metallica - Udgivet: 12. august, 1992 - Pladeselskab: Elektra (ELK #40148) - Format: VHS, DVD                                | 26 | US: 3× Platin      |
| 1993                                                             | Live Shit: Binge & Purge[VI] - Udgivet: 23. november, 1993 - Pladeselskab: Elektra (ELK #61594) - Format: VHS, DVD, CD                                        | 27 | US: 15× Platin     |
| 1998                                                             | Cunning Stunts - Udgivet: 8. december, 1998 - Pladeselskab: Elektra (ELK #40202) - Format: VHS, DVD                                                           | 3  | US: 3× Platin      |
| 1999                                                             | S&M[VII] - Udgivet: 23. november, 1999 - Pladeselskab: Elektra (ELK #40218) - Format: VHS, DVD, CD                                                            | 14 | US: 6× Platin      |
| 2001                                                             | Classic Albums: Metallica - Metallica - Udgivet: 6. november, 2001 - Pladeselskab: Elektra (ELK #61113) - Format: DVD                                         | —  | US:Platin CAN:Guld |
| 2006                                                             | The Videos 1989-2004 - Udgivet: 5. december, 2006 - Pladeselskab: Warner Bros. (WB #38696) - Format: DVD                                                      | 3  | CAN:Guld           |
| 2009                                                             | Français Pour Une Nuit - Udgivet: 23. november, 2009 - Pladeselskab: Universal Music Records - Format: DVD, Blu-Ray                                           | —  | -                  |
| 2009                                                             | Orgullo, Pasión y Gloria: Tres Noches en la Ciudad de México - Udgivet: 30. november, 2009 - Pladeselskab: Universal Music Records - Format: DVD, Blu-Ray, CD | —  | ARG:Platin         |
| "—" betegner albums der blev udgivet, men ikke kom på hitlisten. | |    |                    |

## Musikvideoer
| År   | Titel                      | Instruktører                   |
| ---- | -------------------------- | ------------------------------ |
| 1989 | "One"                      | Bill Pope, Michael Salomon     |
| 1991 | "Enter Sandman"            | Wayne Isham                    |
| 1991 | "The Unforgiven"           | Matt Mahurin                   |
| 1992 | "Nothing Else Matters"     | Adam Dubin                     |
| 1992 | "Wherever I May Roam"      | Wayne Isham                    |
| 1992 | "Sad but True"             | Wayne Isham                    |
| 1996 | "Until It Sleeps"          | Samuel Bayer                   |
| 1996 | "Hero of the Day"          | Anton Corbijn                  |
| 1996 | "Mama Said"                | Anton Corbijn                  |
| 1997 | "King Nothing"             | Matt Mahurin                   |
| 1997 | "The Memory Remains"       | Paul Andresen                  |
| 1998 | "The Unforgiven II"        | Matt Mahurin                   |
| 1998 | "Fuel"                     | Wayne Isham                    |
| 1998 | "Turn the Page"            | Jonas Åkerlund                 |
| 1999 | "Whiskey in the Jar"       | Jonas Åkerlund                 |
| 1999 | "No Leaf Clover"           | Wayne Isham                    |
| 2000 | "I Disappear"              | Wayne Isham                    |
| 2003 | "St. Anger"                | The Malloys                    |
| 2003 | "Frantic"                  | Wayne Isham                    |
| 2004 | "The Unnamed Feeling"      | The Malloys                    |
| 2004 | "Some Kind of Monster"     | Bruce Sinofsky                 |
| 2008 | "The Day That Never Comes" | Peter Hjors, Thomas Vinterberg |
| 2008 | "All Nightmare Long"       | Roboshobo                      |
| 2009 | "Broken, Beat & Scarred"   | Wayne Isham                    |

## Andre bidrag
| År   | Sang                  | Album                                      |
| ---- | --------------------- | ------------------------------------------ |
| 1982 | "Hit the Lights"      | Metal Massacre, Vol. 1                     |
| 1990 | "Stone Cold Crazy"    | Rubáiyát: Elektra's 40th Anniversary       |
| 2000 | "I Disappear"         | Mission: Impossible 2                      |
| 2002 | "We Did It Again"     | Presents G.H.E.T.T.O. Stories              |
| 2003 | "53rd & 3rd"          | We're a Happy Family: A Tribute to Ramones |
| 2007 | "The Ecstasy of Gold" | We All Love Ennio Morricone                |
| 2008 | "Remember Tomorrow"   | Maiden Heaven: A Tribute to Iron Maiden    |

## Fodnoter
1. ↑  Christe, Ian (2003). Sound of the Beast: The Complete Headbanging History of Heavy Metal. HarperCollins. s. 83. ISBN 0-380-81127-8.
2. ↑  "Metallica timeline Fall, 1984 – March 27, 1986". MTV. Arkiveret fra originalen 6. oktober 2014. Hentet 1. april 2008.
3. 1 2 3 4 5 6  "RIAA Searchable database – Gold and Platinum". Recording Industry Association of America. Hentet 30. marts 2008.
4. 1 2 3 4 5 6  "Metallica – Artist chart history". Billboard charts. Arkiveret fra originalen 5. maj 2009. Hentet 30. marts 2008.
5. ↑  "Metallica timeline December, 1995 – June 27, 1996". MTV.com. Arkiveret fra originalen 13. april 2013. Hentet 5. december 2007.
6. ↑  Pratt, Greg (20. april 2009). "Metallica Release Digital Box Set on iTunes". Exclaim!. Arkiveret fra originalen 7. maj 2010. Hentet 20. april 2009.
7. ↑  McRanor, Graeme (3. december 2008). "Metallica rocks, of course". 24 Hours. Sun Media. Arkiveret fra originalen 12. april 2009. Hentet 21. marts 2009.
8. ↑  "RIAA Total Sales". RIAA. Arkiveret fra originalen 16. maj 2007. Hentet 5. december 2006.
9. ↑  ""So What! The Good, The Mad, and The Ugly" - Review". Popmatters.com. Arkiveret fra originalen 8. april 2009. Hentet 5. december 2006.
10. ↑  "Metallica's Lars Ulrich: I Would Like To Make Another Album With Rick Rubin". Blabbermouth.net. 11. juli 2009. Arkiveret fra originalen 15. juli 2009. Hentet 18. juli 2009.
11. 1 2 3 4 5  "UK Top 40 Hit Database". Every hit. Hentet 30. marts 2008.
12. ↑  "Oricon Chart Database". Oricon. Hentet 5. september 2008.
13. 1 2 3  "Australian charts portal". Australian charts. Hentet 30. marts 2008.
14. 1 2 3 4  "Discography Metallica" (tysk). Hit parade. Hentet 30. marts 2008.
15. 1 2 3 4  "Discography Metallica" (tysk). Austrian charts. Hentet 30. marts 2008.
16. 1 2  "Discography Metallica" (nederlandsk). Dutch charts. Hentet 30. marts 2008.
17. ↑  "danishcharts.com - Danish charts portal". Arkiveret fra originalen 9. marts 2016. Hentet 24. oktober 2013.
18. 1 2 3  "Discography Metallica" (svensk). Swedish charts. Hentet 30. marts 2008.
19. 1 2 3  "Discography Metallica" (finsk). Finnish charts. Hentet 30. marts 2008.
20. 1 2 3 4  "Discography Metallica" (norsk). Norwegian charts. Hentet 30. marts 2008.
21. ↑  "RPM Search results - Metallica". Canadian charts. Hentet 19. august 2008.
22. 1 2  "Chartverfolgung Metallica Longplay" (tysk). Musicline. Arkiveret fra originalen 8. marts 2016. Hentet 28. september 2008.
23. 1 2  "Metallica New Zealand Charting". Arkiveret fra originalen 8. marts 2012. Hentet 15. februar 2010.
24. ↑  "Gold & Platinum - January 17, 2010". RIAA. Hentet 2010-01-17.
25. 1 2 3 4 5 6 7 8 9 10 11  "CRIA Searchable Database". Canadian Recording Industry Association. Arkiveret fra originalen 11. januar 2016. Hentet 30. marts 2008.
26. 1 2 3 4 5 6 7 8 9  "British Phonographic Industry statistics". British Phonographic Industry. Arkiveret fra originalen 30. december 2007. Hentet 6. april 2008.
27. 1 2 3 4 5 6 7 8 9  "Metallica – Artist chart history Argentina". Capif. Arkiveret fra originalen 14. september 2009. Hentet 30. marts 2008.
28. ↑  "Gold & Platinum - January 17, 2010". RIAA. 1989-05-16. Hentet 2010-01-17.
29. ↑  "Gold & Platinum - January 17, 2010". RIAA. Hentet 2010-01-17.
30. ↑  "Gold & Platinum - January 17, 2010". RIAA. Hentet 2010-01-17.
31. 1 2 3 4 5 6 7  "Gold-/Platin-Datenbank" (tysk). Bundesverband Musikindustrie. Hentet 28. september 2008.
32. ↑  "Gold & Platinum - January 17, 2010". RIAA. Hentet 2010-01-17.
33. 1 2 3 4 5  "ARIA Charts - Accreditations". Australian Recording Industry Association. Hentet 4. juli 2008.
34. ↑  "Gold & Platinum - January 17, 2010". RIAA. 1998-11-18. Hentet 2010-01-17.
35. 1 2 3  "ABPD | Associação Brasileira de Produtores de Disco - Certificados" (portugisisk). Brazilian Association of Phonograph Producers. Arkiveret fra originalen 6. maj 2015. Hentet 16. juni 2008.
36. ↑  "Gold & Platinum - January 17, 2010". RIAA. 1998-11-18. Hentet 2010-01-17.
37. ↑  "Gold & Platinum - January 17, 2010". RIAA. Hentet 2010-01-17.
38. ↑  "Gold & Platinum - January 17, 2010". RIAA. 2008-10-24. Hentet 2010-01-17.
39. 1 2  "Discography Metallica" (fransk). Les charts. Hentet 30. marts 2008.
40. 1 2  "Ultratop Belgian Charts - Search for: Metallica > Album". ultratop.be. Hentet 11. september 2008.
41. ↑  "Discography Metallica". Danish charts. Arkiveret fra originalen 9. marts 2016. Hentet 20. september 2008.
42. ↑  RIAA – Gold & Platinum – January 18, 2011
43. ↑  "Top 40 DVD Chart - Australian Record Industry Assocation". Ariacharts.com.au. Hentet 2010-01-17.
44. ↑  "New Zealand charts portal - Search for: Metallica > Album". charts.org.nz. Arkiveret fra originalen 23. februar 2012. Hentet 11. september 2008.
45. ↑  "Gold & Platinum - January 17, 2010". RIAA. Hentet 2010-01-17.
46. ↑  "Gold & Platinum - January 17, 2010". RIAA. 1990-07-23. Hentet 2010-01-17.
47. ↑  Lee, Cosmo (11. oktober 2007). "Metallica – The $5.98 EP: Garage Days Re-Revisited – On Second Thought". Stylus Magazine. Arkiveret fra originalen 9. marts 2016. Hentet 5. juni 2009.
48. 1 2 3 4 5 6  "Metallica: Charts & Awards: Billboard Singles". allmusic. Hentet 27. december 2009.
49. 1 2  "Australian charts portal". Australian charts. Hentet 1. april 2008.
50. ↑  "Metallica singles" (fransk). Les charts. Hentet 1. april 2008.
51. ↑  "Metallica singles". RPM. Hentet 12. september 2008.
52. ↑  "Metallica singles" (svensk). Swedish charts. Hentet 20. september 2008.
53. ↑  "Metallica singles" (finsk). Finnish charts. Hentet 20. september 2008.
54. ↑  "Metallica singles". Danish charts. Arkiveret fra originalen 23. oktober 2013. Hentet 20. september 2008.
55. ↑  "Metallica singles" (norsk). Norwegian charts. Hentet 20. september 2008.
56. ↑  "Chartverfolgung Metallica Singles" (tysk). Musicline. Arkiveret fra originalen 4. marts 2016. Hentet 28. september 2008.
57. ↑  "Austrian Metallica Singles" (tysk). Austrian charts. Hentet 28. september 2008.
58. ↑  "Swiss Metallica Singles". Swiss charts. Hentet 28. september 2008.
59. ↑  "Dutch Metallica Singles" (tysk). Dutch charts. Hentet 28. september 2008.
60. ↑  Zobbel (16. juni 2007). "Chart Log UK". Zobbel. Hentet 17. september 2008.
61. 1 2  "New Entries Spotlight". ChartsPlus. Milton Keynes: IQ Ware Ltd (369): 18. {{cite journal}}: |access-date= kræver at |url= også er angivet (hjælp)
62. ↑  "Official Singles Chart for the week ending 20 September 2008". ChartsPlus. Milton Keynes: IQ Ware Ltd (369): 1-4. {{cite journal}}: |access-date= kræver at |url= også er angivet (hjælp)
63. ↑  "Top Music Videos – Cliff 'em All". Billboard charts. Hentet 1. april 2008.
64. ↑  "Top Music Videos – 2 of One". Billboard charts. Hentet 1. april 2008.
65. ↑  "Top Music Videos – A Year and a Half in the Life of Metallica". Billboard charts. Hentet 1. april 2008.
66. ↑  "Top Music Videos – Live Shit: Binge & Purge". Billboard charts. Hentet 1. april 2008.
67. ↑  "Top Music Videos – Cunning Stunts". Billboard charts. Arkiveret fra originalen 12. april 2009. Hentet 1. april 2008.
68. ↑  "Top Music Videos – S&M". Billboard charts. Hentet 1. april 2008.
69. ↑  "Top Music Videos – The Videos 1989-2004". Billboard charts. Arkiveret fra originalen 11. april 2009. Hentet 1. april 2008.
70. ↑  "Representando a la Industria Argentina de la Música". CAPIF. Arkiveret fra originalen 31. maj 2011. Hentet 2010-01-17.
71. ↑  Metallica (2006-12-05). The Videos 1989-2004 (DVD). Warner Bros. Records. {{cite AV media}}: |access-date= kræver at |url= også er angivet (hjælp); |format= kræver at |url= også er angivet (hjælp)
72. ↑  "The Day That Never Comes | Metallica | Music Video". MTV. MTV Networks. 3. september 2008. Arkiveret fra originalen 6. december 2013. Hentet 13. december 2008.
73. ↑  "Metallica "All Nightmare Long"". Video Static. Steven J. Gottlieb. 12. december 2008. Arkiveret fra originalen 27. juli 2012. Hentet 13. december 2008.
74. ↑  "Hit the Lights". Allmusic. Macrovision. Hentet 21. marts 2009.
75. ↑  "Stone Cold Crazy". Allmusic. Macrovision. Hentet 21. marts 2009.
76. ↑  "I Disappear". Allmusic. Macrovision. Hentet 21. marts 2009.{{cite web}}:  CS1-vedligeholdelse: url-status (link)
77. ↑  "We Did It Again". Allmusic. Macrovision. Hentet 21. marts 2009.
78. ↑  "53rd & 3rd". Allmusic. Macrovision. Hentet 21. marts 2009.